# أنتونيو تاجاني
أنتونيو تاياني (مواليد 4 أغسطس 1953) سياسي إيطالي، وضابط سابق في الجيش الإيطالي، عمل رئيسًا للبرلمان الأوروبي من 2017 حتى 2019، ويعمل عضوًا في البرلمان الأوروبي منذ العام 2014.

## المهنة

### البدايات
في سنوات شبابه، انضوى تاجاني في الجبهة الشبابية الملكية، والتي كانت منظمة طلابية تابعة للاتحاد الملكي الإيطالي. دأب تاجاني على دعوته لعودة عائلة سافوي المالكة من المنفى (وهو ما حظره الدستور الإيطالي، حتى العام 2002، عندما رفع البرلمان الإيطالي الحظر). كان تاجاني من مؤسسي حزب فورزا إيطاليا في العام 1994، ثم عمل منسقًا إقليميًا للحزب في لازيو من العام 1994 حتى 2005.
خلال حكومة بيرلسكوني الأولى (1994 – 1995)، عمل تاجاني ناطقًا باسم رئيس الوزراء بيرلسكوني.
في العام 1996، ترشح تاجاني للبرلمان في المجمع الانتخابي التابع لمنطقة ألاتري، ولكنه حصل على نسبة 45,3% من الأصوات فقط وهُزم أمام ممثل تحالف شجرة الزيتون.
في العام 2001، ترشح تاجاني لمنصب عمدة مدينة روما عن تحالف بيت الحرية، ولكنه هُزم أمام والتر فيلتروني بعد اقتراع نسبة 47,8% من الأصوات.

### أوروبا والبرلمان الأوروبي
في العام 1994، انتُخب تاجاني عضوًا في البرلمان الأوروبي، وأُعيد انتخابه في الأعوام 1999 و2004. شغل منصب مدير وفد حزب فورزا إيطاليا في البرلمان الأوروبي من يونيو 1999 حتى مايو 2008.
منذ العام 2002 (عام انعقاد مؤتمر أشتوريل) يعمل تاجاني بصفته واحدًا من 10 نواب رئيس حزب الشعب الأوروبي. أُعيد انتخابه في مؤتمر روما في العام 2006، وفي قمة بون في العام 2009، ومرة أخرى في مؤتمر بوخارست في العام 2012.
في الانتخابات الأوروبية العامة في 2004 اختير تاجاني من لائحة قدمها حزب فورزا إيطالي في المجمع الانتخابي العام، إذ حصل على 122,000 تفضيلًا. وقُبل في حزب الشعب الأوروبي.
كان تاجاني عضوًا في البرلمان الإيطالي عن وسط إيطاليا مع حزب فورزا إيطاليا من العام 2004 حتى 2008، وعمل في لجنة الشؤون الخارجية التابعة للبرلمان الأوروبي. وشغل منصب نائب رئيس لجنة البرلمان الأوروبي للحريات المدنية والعدالة والشؤون الداخلية وعضوًا في وفدها للعلاقات مع إسرائيل.
كان عضوًا في الجمعية الأوروبية التي وضعت الحروف الأولى لنصوص الدستور الأوروبي التي لم تدخل في حيز التطبيق مطلقًا.
يعمل تاجاني عضوًا في المجموعة العاملة في مؤتمر مستقبل أوروبا.

### المفوض الأوروبي للنقل
في 8 مايو 2008، عيّن رئيس الوزراء الإيطالي سيرجيو بيرلسكوني تاجاني مفوض الاتحاد الأوروبي عن إيطاليا، ليحلّ محلّ فرانكو فراتيني، الذي أصبح وزير الخارجية الإيطالي. استلم تاجاني حقيبة مفوض النقل الأوروبي. اعتُمد تنصيبه رسميًا من قِبل البرلمان الأوروبي في 18 يونيو 2008 بنسبة موافقة 507 مقابل 53، و64 ممتنعين عن التصويت. في منصبه هذا، دعم تاجاني خطة إنقاذ شركة الخطوط الجوية الإيطالية (أليتاليا)، عبر فتح مجال الدعم الخاص لرأسمال شركة الطيران. لم تنجح خطته وبقيت الشركة عاملة بفضل الدعم الحكومي المقدم لها.
أشرف تاجاني على وضع مسودة اللائحة التنظيمية للاتحاد الأوروبي المتعلقة بالنقل، بما في ذلك توضيحات تخص حقوق المسافرين بالنقل الجوي. تمثّل الهدف في تقديم المساعدة للمسافرين وتعويضهم في حال لم يُسمح لهم بركوب الطائرة، أو إلغاء الرحلة، أو تأخيرها. شاب المقترحات ضعف جوهري، ما نجم عنه محاولة الكثير من شركات الطيران الأوروبية تجنّب تطبيقها، إضافة إلى إساءة المسافرين استخدام تلك القوانين. نادى الطرفان بإصلاح القانون لجعله منصفًا وقابلًا للتطبيق العادل.